# Penthea obscura
Penthea obscura là một loài bọ cánh cứng trong họ Cerambycidae.